# Ahougnassou-Alahou
Pour les articles homonymes, voir Ahougnansou.
Ahougnassou-Alahou ou Ahougnassou est une localité du département de Tiébissou, ville Baoulé, au centre de la Côte d'Ivoire, située dans la région Bélier. La localité d'Ahougnassou-Alahou est un chef-lieu de commune.